# 黎石
黎石（越南语：／；？—1421年），越南属明时期人物。他曾参加黎利领导的蓝山起义，并任将军。
黎石的父亲黎學是黎利的哥哥。黎利发动蓝山起义之后，黎石也参加了。由于作战勇猛，黎石经常受到黎利的称赞。1418年，黎石与黎银一起，率起义军3000人大破明军于洛水（今和平省乐水县），明君主将马骐逃往灵山。1419年，又以游击战战术，率300人攻打俄乐堡（今清化峨山县），杀死明将阮抄。
1421年，明将陈智率数万人围攻黎利于波凛册，并且得到了哀牢（今老挝）的支援。黎利率军夜袭明营，击败明军。但哀牢人诈称前来支援，并且在晚上对蓝山军的军营发动袭击，黎石力战，中箭身亡。
后黎朝建立之后，黎利追封他为入內檢校統政太尉、平章軍國重事、梁郡公。後來又加贈忠武大王（一作中勇王），即忠武洞主。1487年，黎聖宗追封他為肅王,諡真憲。他在后黎朝时期颇受朝廷的尊崇，其靈位被附祀於清化太廟之內。
越共对黎石也十分尊崇，称他为英雄。今河内有一条以他名字命名的「黎石路」。